# Liga Nacional de Futsal de Guatemala
La Liga Nacional de Futsal de Guatemala es la máxima categoría del fútbol sala en Guatemala. Es organizada por el organismo del mismo nombre, el cual se encuentra afiliado a la Federación Nacional de Fútbol de Guatemala.

## Historia

### Inicios
Rafael Tinoco, miembro de la Comisión de Futsal FIFA inició al mando del proyecto de creación de una liga de fútbol sala en el país tras el éxito en el desarrollo del deporte tras la Copa Mundial realizada en el país 3 años atrás. Asimismo, tomó cargo de las selecciones nacionales del deporte.
En la primera edición (Apertura 2003), Organización Contable (hoy "Legendarios") se hizo con el primer título de la liga, venciendo a El Gran Hit en la primera final de la historia por marcador de 3−1. 
En años siguientes, Organización Contable cambia su nombre a "Legendarios". Las ediciones continúan con normalidad y mostrando una liga equilibrada en la que solo dos equipos pudo obtener más de una liga en un lapso de 7 torneos; destacan los títulos de El Gran Hit y Coinver Jerusalem, así como los bicampeonatos de Mixco Supercable y Century. Todos los equipos mencionados a continuación, a excepción de Legendarios, se encuentran desaparecidos.
En 2006, Gerardo Paiz ingresó a la estructura organizativa del deporte en el país como Vocal II, así como a la propia liga al incursionar con el FSC Glucosoral, quien fue derrotado en sus primeras dos finales (de sus primeras dos participaciones) ante Mixco Supercable y Century. En ese mismo año, se inició la Categoría de Ascenso, así como el torneo de Copa.
Desde la incursión de Glucosoral a la liga, el deporte en el país cambió; el equipo estableció una estructura semiprofesional que fungió como base para la selección que ganaría el Campeonato de Futsal de Concacaf de 2008.

### Primer tetracampeonato de Glucosoral
En 2008, iniciaría la primera hegemonía de Glucosoral, venciendo en el Clausura 2008 por marcador de 5−4 a Mixco Supercable, además de ser el equipo con más puntos en el Apertura 2008, con el equipo de Mixco también como subcampeón (el torneo se definió por puntos); le siguieron apabullantes victorias en la final, derrotando 8−0 a AS Deporty 11−5 a Aquasistemas.

### Aquasistemas, efímero rival
Aquasistemas, empresa guatemalteca dedicada a productos y servicios de agua para empresas y domicilios, se hace con una plaza en la liga en el año 2009. Ese mismo año, juega su primera final, siendo vencido por Glucosoral 11−5. Tras esa primera experiencia, inició una época dorada desde mediados de 2010, en la que le equipo se hizo con 4 campeonatos de forma consecutiva, igualando la racha de Glucosoral venciéndolo en cuatro finales consecutivas. El éxito del equipo creaba una atmósfera nueva para el desarrollo de la competición, en donde se veía crecer una rivalidad entre ambos equipos. Farmacéuticos Lanquetin fue el único equipo que detuvo la racha, negando el pentacampeonato tras vencerlos 6−3 en la final del Apertura 2012.
Sin embargo, a pesar del éxito, el equipo se retiró de la competición, aunque sin alegar problemas financieros; únicamente argumentando que "la liga perdió su brillo".

### Regreso de Glucosoral
Tras la sorpresiva salida de Aquasistemas a finales de 2012, Glucosoral recuperó su antigua gloria haciéndose con un nuevo tetracampeonato consecutivo, el cual dio inicio con una goleada 10−0 sobre MDR Xela.
Tras el Clausura 2013, el formato de competición transicionó a un formato anual. A pesar del cambio, el dominio continuó con victorias 4−3 y 6−2 sobre Farmacéuticos Lanquetin y una apretada victoria sobre Legendarios por marcador de 6−5.
Luego del éxito, Farmacéuticos logró evitar un pentacampeonato por segunda vez, derrotando al propio Glucosoral por 4−3 en el torneo 2016−17. Sin embargo, el dominio continuó con otros dos campeonatos del equipo dominante; 8−3 sobre Legendarios en la 2017−18 y 7−4 sobre Farmacéuticos en la 2018−19.

### Pospandemia
El torneo 2019−20 fue cancelado fruto de la pandemia de COVID−19 en Guatemala y su reactivación se dio hasta finales del año 2020, realizando, siendo este el último torneo en realizarse con formato largo. El torneo fue ganado por el recién fundado CSD Tellioz, propiedad de una empresa guatemalteca de tecnología. 
CSD Tellioz iniciaría una nueva hegemonía en el futsal guatemalteco, llegando a semifinales en el Apertura 2021, torneo en el que Glucosoral alcanzó su undécimo título tras vencer 5−0 a Antigua GFSC. El dominio de Tellioz continuó, goleando al undecacampeón Glucosoral 10−3 en el Clausura 2022 y venciendo 5−3 a Legendarios en el recién finalizado Apertura 2022.

## Sistema de competición
El Torneo Clausura 2023 cuenta con la participación de 9 equipos tras la desaparición de Hansport.

### Fase de clasificación
Los 9 equipos participantes compiten en un total de 18 fechas, jugando 16 partidos (2 contra cada uno de sus 8 rivales, más dos fechas de descanso). Los 6 mejores equipos tras las 18 fechas clasifican a la fase final.

### Fase final
Los 2 mejores equipos de la clasificación acceden directamente a la ronda semifinal, mientras los 4 equipos restantes juegan entre sí la serie de acceso a semifinales, de la siguiente forma:
- 3.° vs 6.°
- 4.° vs 5.°

Los equipos juegan una serie al mejor de 3 partidos, por lo que el equipo que gane dos partidos clasificará a la siguiente ronda; en caso de que haya un empate en el primer partido, esto condicionará a un tercer partido; si el tercer partido se empata, la serie se definirá a través de tiros desde el punto penal.
La ronda semifinal se juega en series al mejor de 3 partidos, enfrentando a los equipos de la siguiente forma:
- 1.° vs 2 mejor clasificado entre los procedentes de la ronda anterior
- 2.° vs 1 mejor clasificado entre los procedentes de la ronda anterior

Los ganadores de las series se enfrentan en la final, a partido único en el Domo Polideportivo.

## Equipos participantes
Todos los equipos proceden de la Ciudad de Guatemala, a excepción de Antigua GFC.
| Equipo               |
| -------------------- |
| Alianza FSC          |
| Antigua GFSC         |
| Edén United Gerona   |
| Glucosoral           |
| CD Kinesio           |
| Legendarios FSC      |
| Proyectos JC Company |
| San José Futsal      |
| CSD Tellioz          |

## Historial
| Ed | Temp    | Torneo        | Campeón                                            | res                                                | Subcampeón                                         |
| -- | ------- | ------------- | -------------------------------------------------- | -------------------------------------------------- | -------------------------------------------------- |
| 1  | 2003−04 | A−2003        | Organización Contable                              | 3−1                                                | El Gran Hit                                        |
| 2  | 2003−04 | C−2004        | El Gran Hit                                        | 4−1                                                | Xtreme−Exerzone                                    |
| 3  | 2004−05 | A−2004        | Mixco Supercable                                   | 5−3, 4−3                                           | Legendarios                                        |
| 4  | 2004−05 | C−2005        | Coinver Jerusalem                                  | 6−2, 5−1                                           | Legendarios                                        |
| 5  | 2005−06 | A−2005        | Century                                            | 1−0                                                | Mixco Supercable                                   |
| 6  | 2005−06 | C−2006        | Mixco Supercable                                   | 4−2                                                | Glucosoral                                         |
|    | 2006−07 | No se jugaron | No se jugaron                                      | No se jugaron                                      | No se jugaron                                      |
| 7  | 2007−08 | A−2007        | Century                                            | 3−3 (4−3 p.)                                       | Glucosoral                                         |
| 8  | 2007−08 | C−2008        | Glucosoral                                         | 5−4                                                | Mixco Supercable                                   |
| 9  | 2008−09 | A−2008        | Glucosoral                                         | liga                                               | Mixco Supercable                                   |
| 10 | 2008−09 | C−2009        | Glucosoral                                         | 8−0                                                | AS Deport                                          |
| 11 | 2009−10 | A−2009        | Glucosoral                                         | 11−5                                               | Aquasistemas                                       |
|    | 2009−10 | No se jugó    |                                                    |                                                    |                                                    |
| 12 | 2010−11 | A−2010        | Aquasistemas                                       | 9−3                                                | Glucosoral                                         |
| 13 | 2010−11 | C−2011        | Aquasistemas                                       | 6−5                                                | Glucosoral                                         |
| 14 | 2011−12 | A−2011        | Aquasistemas                                       | 9−3                                                | Glucosoral                                         |
| 15 | 2011−12 | C−2012        | Aquasistemas                                       | 6−3                                                | Glucosoral                                         |
| 16 | 2012−13 | A−2012        | Farmacéuticos Lanquetin                            | 6−3                                                | Aquasistemas                                       |
| 17 | 2012−13 | C−2013        | Glucosoral                                         | 10−0                                               | MDR Xela                                           |
| 18 | 2013−14 | 2013−14       | Glucosoral                                         | 4−3                                                | Farmacéuticos Lanquetin                            |
| 19 | 2014−15 | 2014−15       | Glucosoral                                         | 6−2                                                | Farmacéuticos Lanquetin                            |
| 20 | 2015−16 | 2015−16       | Glucosoral                                         | 6−5                                                | Legendarios                                        |
| 21 | 2016−17 | 2016−17       | Farmacéuticos Lanquetin                            | 4−3                                                | Glucosoral                                         |
| 22 | 2017−18 | 2017−18       | Glucosoral                                         | 8−3                                                | Legendarios                                        |
| 23 | 2018−19 | 2018−19       | Glucosoral                                         | 7−4                                                | Farmacéuticos Lanquetin                            |
| 24 | 2019−20 | 2019−20       | Cancelado por la pandemia de COVID−19 en Guatemala | Cancelado por la pandemia de COVID−19 en Guatemala | Cancelado por la pandemia de COVID−19 en Guatemala |
| 25 | 2020−21 | 2020−21       | Tellioz                                            | 7−6                                                | Legendarios                                        |
| 26 | 2021−22 | A−2021        | Glucosoral                                         | 5−0                                                | Antigua GFC                                        |
| 27 | 2021−22 | C−2022        | Tellioz                                            | 10−3                                               | Glucosoral                                         |
| 28 | 2022−23 | A−2022        | Tellioz                                            | 5−3                                                | Legendarios                                        |
| 29 | 2022−23 | C−2023        |                                                    |                                                    |                                                    |
| 30 | 2023−24 | A−2023        | Glucosoral                                         | 6−3                                                | Tellioz                                            |

## Palmarés
- En negrita los participantes del Clausura 2023
- En cursiva los equipos desaparecidos

| Equipo                  | Títulos | Subtítulos | Ediciones campeón                                                                                    | Ediciones subcampeón                                            |
| ----------------------- | ------- | ---------- | --- | --------------------------------------------------------------- |
| Glucosoral              | 13      | 8          | C−2008, A−2008, C−2009, A−2009, C−2013, 2013−14, 2014−15, 2015−16, 2017−18, 2018−19, A−2021, C−2023. | C−2006, A−2007, A−2010, C−2010, A−2011, C−2012, 2016−17, C−2022 |
| Aquasistemas✝           | 4       | 2          | A−2010, C−2011, A−2011, C−2012                                                                       | A−2009, A−2012                                                  |
| Tellioz                 | 3       | −          | 2020−21, C−2022, A−2022                                                                              | −                                                               |
| Farmacéuticos Lanquetin | 2       | 3          | A−2012, 2016−17                                                                                      | −                                                               |
| Mixco Supercable✝       | 2       | 3          | A−2004, C−2006                                                                                       | A−2005, C−2008, A−2008                                          |
| Century✝                | 2       | −          | A−2005, C−2007                                                                                       | −                                                               |
| Legendarios             | 1       | 6          | A−2003                                                                                               | A−2004, C−2005, 2015−16, 2017−18, 2020−21, A−2022               |
| El Gran Hit✝            | 1       | 1          | C−2004                                                                                               | A−2003                                                          |
| Coinver Jerusalem✝      | 1       | −          | C−2005                                                                                               | −                                                               |
| Antigua GFC             | −       | 1          | − | A−2021                                                          |
| MDR Xela✝               | −       | 1          | − | C−2013                                                          |
| AS Deport✝              | −       | 1          | − | C−2009                                                          |
| Xtreme−Exerzone✝        | −       | 1          | − | C−2004                                                          |